# Ecuación de Degasperis-Procesi
En física matemática, la ecuación de Degasperis-Procesi es una de las dos únicas ecuaciones con soluciones exactas en la siguiente familia de  EDPs de tercer orden, no lineales y dispersivas:
{\displaystyle \displaystyle u_{t}-u_{xxt}+2\kappa u_{x}+4uu_{x}=3u_{x}u_{xx}+uu_{xxx}}
{\displaystyle \displaystyle u_{t}-u_{xxt}+2\kappa u_{x}+(b+1)uu_{x}=bu_{x}u_{xx}+uu_{xxx},}
donde 
{\displaystyle \kappa } y b son parámetros reales con b=3 para la ecuación de Degasperis-Procesi. Fue descubierto por Degasperis y Procesi en una búsqueda de ecuaciones integrables similares en forma a la ecuación de Camassa-Holm, que es la otra ecuación integrable en esta familia, la correspondiente a b=2; estas dos ecuaciones son los únicos casos integrables que se han verificado utilizando una variedad de pruebas de integrabilidad diferentes. Aunque se descubrió únicamente por sus propiedades matemáticas, la ecuación de Degasperis-Procesi con {\displaystyle \kappa >0} ha demostrado más tarde que desempeña un papel similar en la teoría de las ondas de agua que la ecuación de Camassa-Holm.

## Soluciones de solitón
Entre las soluciones de la ecuación de Degasperis-Procesi (en el caso especial {\displaystyle \kappa =0}) se encuentran las llamadas soluciones multipicos, que son funciones de la forma:
{\displaystyle \displaystyle u(x,t)=\sum _{i=1}^{n}m_{i}(t)e^{-|x-x_{i}(t)|}}
donde las funciones {\displaystyle m_{i}} and {\displaystyle x_{i}}  satisfacen a:
{\displaystyle {\dot {x}}_{i}=\sum _{j=1}^{n}m_{j}e^{-|x_{i}-x_{j}|},\qquad {\dot {m}}_{i}=2m_{i}\sum _{j=1}^{n}m_{j}\,\operatorname {sgn} {(x_{i}-x_{j})}e^{-|x_{i}-x_{j}|}.}
Estas  EDOs pueden ser resueltas explícitamente en términos de funciones elementales, usando métodos espectrales inversos.
Cuando {\displaystyle \kappa >0} las soluciones de solitón de la ecuación de Degasperis-Procesi son suaves, convergen a picos en el límite cuando {\displaystyle \kappa } tiende a cero.

## Soluciones discontinuas
La ecuación de Degasperis-Procesi, con {\displaystyle \kappa =0}, es formalmente equivalente a la ley de  conservación hiperbólica.
{\displaystyle \partial _{t}u+\partial _{x}\left[{\frac {u^{2}}{2}}+{\frac {G}{2}}*{\frac {3u^{2}}{2}}\right]=0,}
donde
- {\displaystyle G(x)=\exp(-|x|)}
- La estrella denota convolución con respecto a x. En esta formulación, admite soluciones débiles con un grado muy bajo de regularidad, incluso discontinuas como las ondas de choque.[6]

Por contraste, la formulación correspondiente de la ecuación de Camassa-Holm contiene una convolución que involucra a ambos {\displaystyle u^{2}} y {\displaystyle u_{x}^{2}}, lo que sólo tiene sentido si la u se encuentra en el espacio Sobolev. {\displaystyle H^{1}=W^{1,2}} con respecto a x. Por el teorema de Sobolev, esto significa en particular que las soluciones débiles de la ecuación de Camassa-Holm deben ser continuas con respecto a x.